# طراحی مدار مجتمع

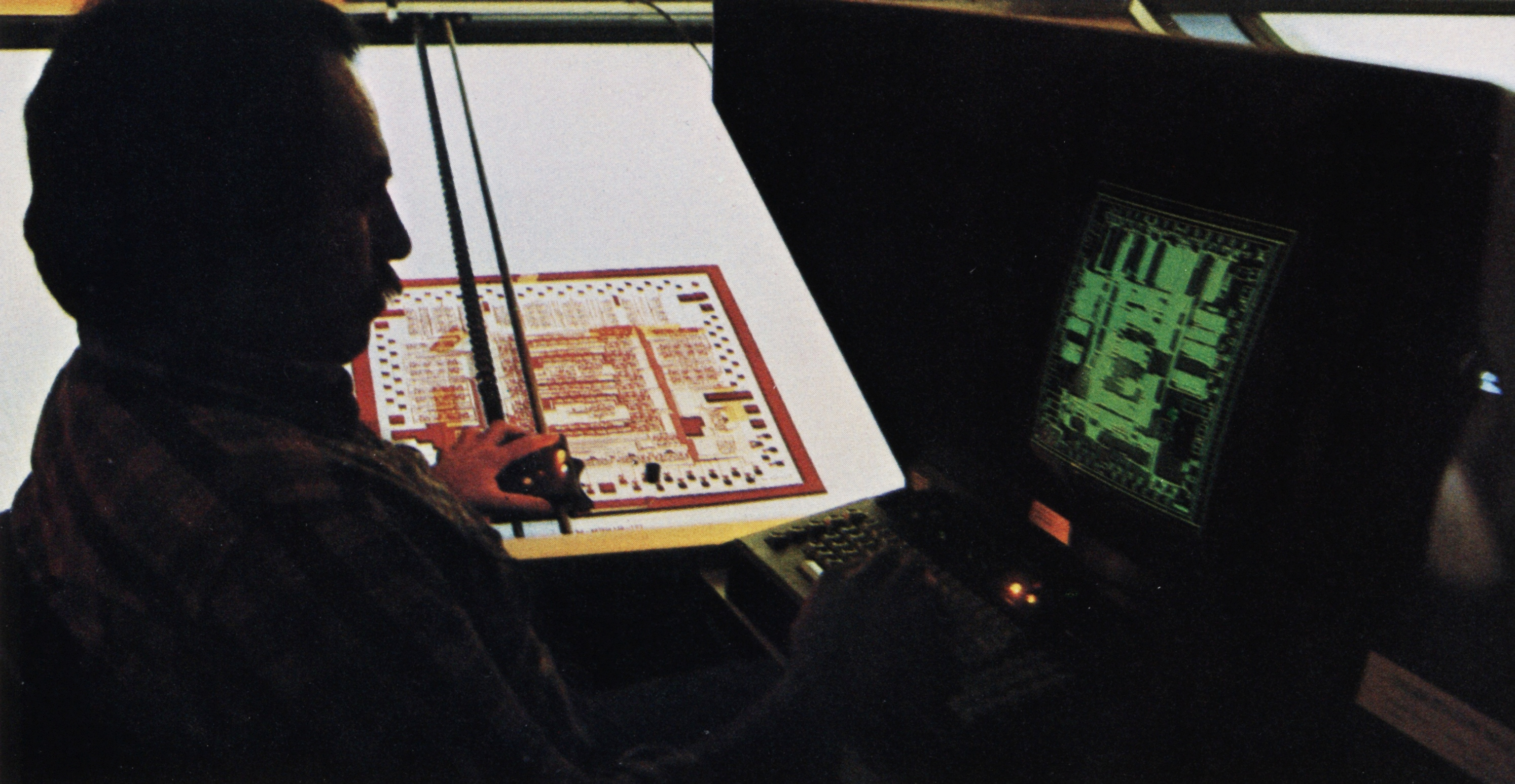
مهندس با استفاده از ایستگاه کاری اولیه طراحی IC برای تجزیه و تحلیل بخشی از یک برش طراحی مدار روی روبلیت، در حدود سال 1979

علم طراحی سخت‌افزار با مدارات منطقی پایه‌ریزی می‌شود که کوچکترین جز در طراحی می‌باشد. اصولاً علم مدار منطقی به لحاظ ساده‌کردن طراحی سخت‌افزارها شکل گرفته‌است و به وسیلهٔ آن می‌توان پیچیده‌ترین مدارها را با ابزار و روش‌هایی که در اختیار می‌گذارد طراحی و سپس پیاده‌سازی کرد.
در مدارهای منطقی برای سادگی طراحی، از گیت‌هایی پایه‌ای (مانند AND, OR, NAND, NOR,XNOR, XOR,...) استفاده می‌شود که به وسیلهٔ این گیتها یک مدار طراحی می‌شود. در واقع آنچه که امروزه در مدارات واقعی به صورت یکسری آی‌سی(مدارات مجتمع) دیده می‌شود تشکیل شده از گیتهای پایه‌ای که در درون آی‌سی‌ها گنجانده شده‌است.
بنابراین در واقعیت چیزی به صورت گیت پایه‌ای AND یا OR پیدا نخواهید کرد، بلکه با آی‌سی‌هایی روبرو خواهید بود که این گیتها به صورت مجتمع درون آن گنجانده شده‌است.